# Нюрба
Нюрба́ (якут. Ньурба) — місто, адміністративний центр Нюрбинського улусу Якутії.

## Географія
Нюрба розміщена на лівому березі річки Вілюй, за 812 км від Якутська.

### Клімат
Місто знаходиться у зоні, котра характеризується континентальним субарктичним кліматом. Найтепліший місяць — липень із середньою температурою 17.2 °C (63 °F). Найхолодніший місяць — січень, із середньою температурою -35.1 °С (-31.2 °F).
| Клімат Нюрби            | Клімат Нюрби | Клімат Нюрби | Клімат Нюрби | Клімат Нюрби | Клімат Нюрби | Клімат Нюрби | Клімат Нюрби | Клімат Нюрби | Клімат Нюрби | Клімат Нюрби | Клімат Нюрби | Клімат Нюрби | Клімат Нюрби |
| Показник                | Січ.         | Лют.         | Бер.         | Квіт.        | Трав.        | Черв.        | Лип.         | Серп.        | Вер.         | Жовт.        | Лист.        | Груд.        | Рік          |
| Абсолютний максимум, °C | −2,2         | 1,1          | 9,5          | 18,4         | 30           | 35,2         | 35,1         | 34,1         | 32,8         | 16,1         | 3,9          | −1           | 35,2         |
| Середній максимум, °C   | −31,2        | −25,5        | −11,9        | −0,2         | 10,6         | 20,3         | 23,3         | 19,7         | 10,5         | −3,7         | −21,1        | −29,6        | −3,6         |
| Середня температура, °C | −35,1        | −31          | −19,7        | −6,5         | 5,5          | 14,4         | 17,2         | 13,4         | 5            | −7,8         | −25,4        | −33,4        | −9           |
| Середній мінімум, °C    | −40,2        | −37,7        | −29          | −15,3        | −1,3         | 6,6          | 9,4          | 6,1          | −1,1         | −13,2        | −31          | −38,4        | −15,8        |
| Абсолютний мінімум, °C  | −61          | −58,9        | −50          | −42,2        | −18,9        | −6           | −1,6         | −13,8        | −20          | −38,9        | −55          | −60,8        | −61          |
| Норма опадів, мм        | 25.3         | 11.3         | 16.5         | 13.9         | 52.6         | 63.4         | 62.6         | 58.9         | 43.3         | 45.9         | 30.4         | 16.5         | 440.6        |
| Днів з опадами          | 19,6         | 15,4         | 12,8         | 10,8         | 9,4          | 11,4         | 9,2          | 11,5         | 12,7         | 20,3         | 21,2         | 18           | 172,3        |
| Днів з дощем            | 0            | 0            | 1            | 3            | 10           | 13           | 10           | 11           | 11           | 3            | 1            | 0            | 63           |
| Днів зі снігом          | 16           | 15           | 13           | 10           | 5            | 0            | 0            | 0            | 4            | 21           | 20           | 20           | 124          |
| Вологість повітря, %    | 77.6         | 76.6         | 71.3         | 63.3         | 59           | 65.1         | 69.8         | 75.9         | 75.4         | 80.5         | 80.8         | 76.7         | 72.7         |
| ----------------------- | ------------ | ------------ | ------------ | ------------ | ------------ | ------------ | ------------ | ------------ | ------------ | ------------ | ------------ | ------------ | ------------ |
| Джерело: Weatherbase    |              |              |              |              |              |              |              |              |              |              |              |              |              |

## Історія
Перше поселення виникло в середині XVIII століття. В 1958 році Нюрба отримала статус селища міського типу. З 26 вересня 1997 року Нюрба стала містом республіканського значення.

## Джерело
- Місто Нюрба(рос.)

| Росія | Це незавершена стаття з географії Росії. Ви можете допомогти проєкту, виправивши або дописавши її. |